# 井の頭公園駅
井の頭公園駅（いのかしらこうえんえき）は、東京都三鷹市井の頭三丁目にある、京王電鉄井の頭線の駅である。井の頭北管区所属。駅番号はIN16。

## 歴史
- 1933年（昭和8年）8月1日：帝都電鉄渋谷駅 - 当駅間開通時に井之頭公園駅（終着駅）として開設[1]。
- 1934年（昭和9年）4月1日：帝都電鉄当駅 - 吉祥寺駅間延伸、途中駅となる。
- 1940年（昭和15年）5月1日：小田原急行鉄道と合併、同社帝都線の駅となる。
- 1942年（昭和17年）5月1日：小田急電鉄が東京急行電鉄（大東急）に併合。
- 1948年（昭和23年）6月1日：東急から京王帝都電鉄が分離し、同社井の頭線の駅となる。
- 1950年（昭和25年）頃：井ノ頭公園駅に改称[1]。
- 1960年（昭和35年）頃：井の頭公園駅に改称[1]。
- 1975年（昭和50年）12月下旬：駅舎改築[2]。
- 2006年（平成18年）7月：駅舎改装工事竣工。

## 駅構造
相対式ホーム2面2線を有する地上駅。駅舎は吉祥寺方面ホーム側に立地し、渋谷方面ホームとは地下道で連絡している。
2006年（平成18年）7月、構内バリアフリー化、エレベーター設置、トイレ・駅事務室改築などの駅舎改装工事が竣工した。

### のりば
| 番線 | 路線     | 方向 | 行先                             |
| ---- | -------- | ---- | -------------------------------- |
| 1    | 井の頭線 | 下り | 吉祥寺方面                       |
| 2    | 井の頭線 | 上り | 久我山・明大前・下北沢・渋谷方面 |

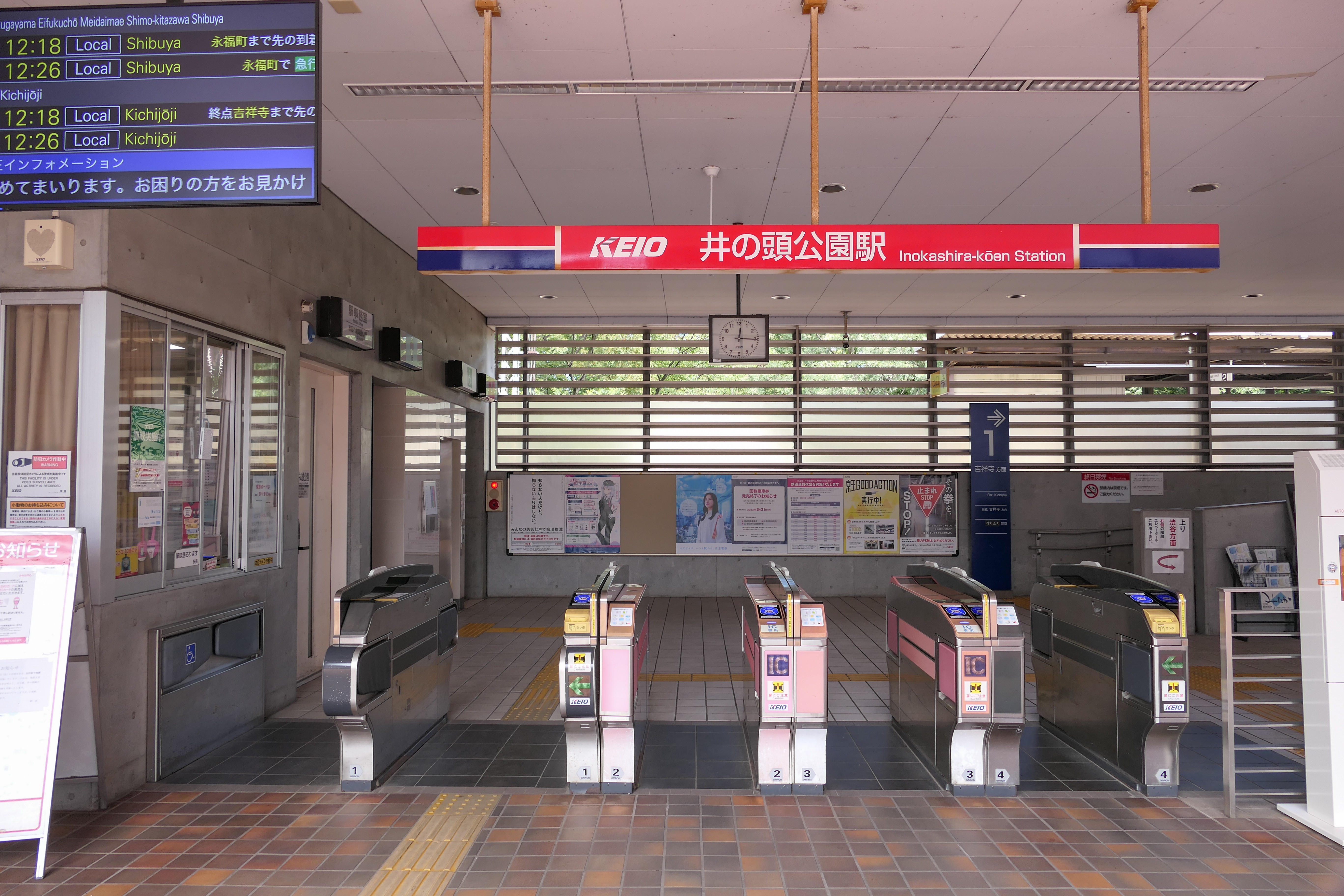
改札口（2023年8月）
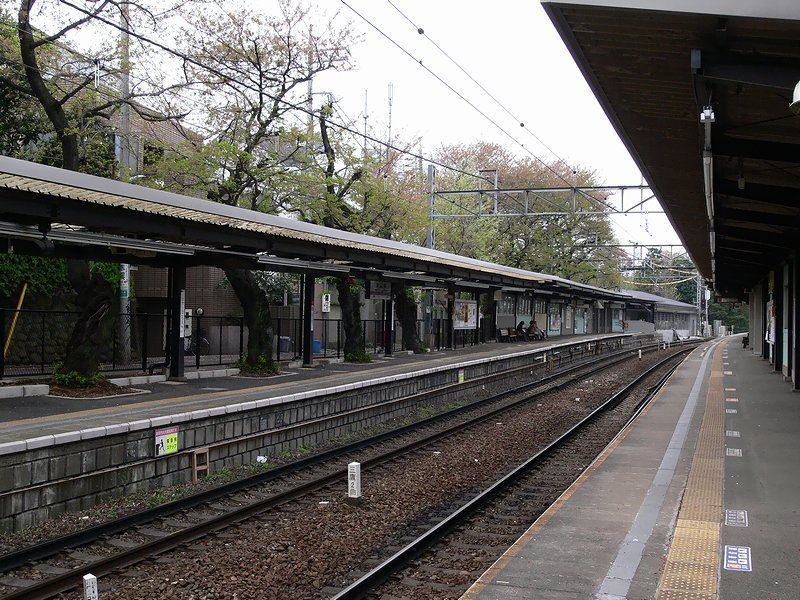
ホーム（2007年4月）
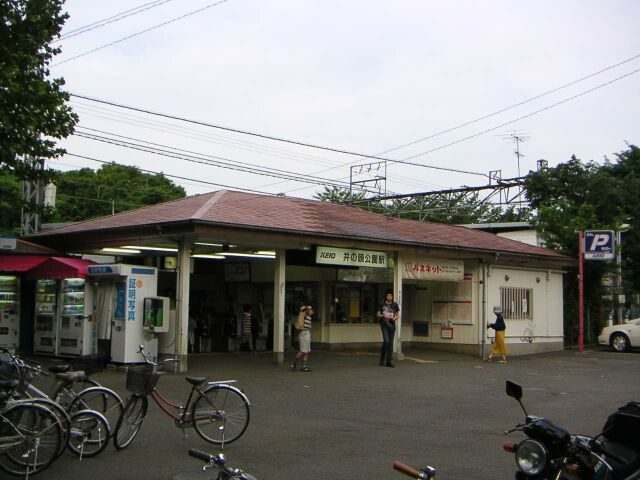
改装前の駅舎（2004年5月）

## 利用状況
2024年度（令和6年度）の1日平均乗降人員は6,657人である。井の頭線内では最も少ない数値となっている。
近年の1日平均乗降・乗車人員の推移は以下の通り。
| 年度               | 1日平均 乗降人員 | 1日平均 乗車人員 | 出典     |
| ------------------ | ---------------- | ---------------- | -------- |
| 1955年（昭和30年） | 4,379            |                  |          |
| 1960年（昭和35年） | 7,229            |                  |          |
| 1965年（昭和40年） | 8,813            |                  |          |
| 1970年（昭和45年） | 10,011           |                  |          |
| 1973年（昭和48年） | 11,711           |                  |          |
| 1975年（昭和50年） | 9,470            |                  |          |
| 1980年（昭和55年） | 7,538            |                  |          |
| 1985年（昭和60年） | 7,155            |                  |          |
| 1990年（平成02年） | 6,628            | 3,074            | [ * 1 ]  |
| 1991年（平成03年） |                  | 3,202            | [ * 2 ]  |
| 1992年（平成04年） |                  | 3,101            | [ * 3 ]  |
| 1993年（平成05年） |                  | 3,170            | [ * 4 ]  |
| 1994年（平成06年） |                  | 3,121            | [ * 5 ]  |
| 1995年（平成07年） | 6,487            | 3,049            | [ * 6 ]  |
| 1996年（平成08年） |                  | 2,989            | [ * 7 ]  |
| 1997年（平成09年） |                  | 2,573            | [ * 8 ]  |
| 1998年（平成10年） |                  | 2,592            | [ * 9 ]  |
| 1999年（平成11年） |                  | 2,563            | [ * 10 ] |
| 2000年（平成12年） | 5,827            | 2,647            | [ * 11 ] |
| 2001年（平成13年） |                  | 2,729            | [ * 12 ] |
| 2002年（平成14年） | 6,724            | 3,153            | [ * 13 ] |
| 2003年（平成15年） | 6,244            | 2,869            | [ * 14 ] |
| 2004年（平成16年） | 5,649            | 2,584            | [ * 15 ] |
| 2005年（平成17年） | 5,487            | 2,567            | [ * 16 ] |
| 2006年（平成18年） | 5,267            | 2,523            | [ * 17 ] |
| 2007年（平成19年） | 6,601            | 3,276            | [ * 18 ] |
| 2008年（平成20年） | 6,771            | 3,367            | [ * 19 ] |
| 2009年（平成21年） | 6,935            | 3,438            | [ * 20 ] |
| 2010年（平成22年） | 6,682            | 3,320            | [ * 21 ] |
| 2011年（平成23年） | 6,590            | 3,282            | [ * 22 ] |
| 2012年（平成24年） | 6,754            | 3,348            | [ * 23 ] |
| 2013年（平成25年） | 6,646            | 3,312            | [ * 24 ] |
| 2014年（平成26年） | 6,587            | 3,268            | [ * 25 ] |
| 2015年（平成27年） | 6,806            | 3,383            | [ * 26 ] |
| 2016年（平成28年） | 6,873            | 3,422            | [ * 27 ] |
| 2017年（平成29年） | 7,042            | 3,493            | [ * 28 ] |
| 2018年（平成30年） | 6,921            | 3,455            | [ * 29 ] |
| 2019年（令和元年） | 6,814            | 3,399            | [ * 30 ] |
| 2020年（令和02年） | 4,902            | 2,458            | [ * 31 ] |
| 2021年（令和03年） | 5,804            |                  |          |
| 2022年（令和04年） | 6,320            |                  |          |
| 2023年（令和05年） | 6,484            |                  |          |
| 2024年（令和06年） | 6,657            |                  |          |

## 駅周辺

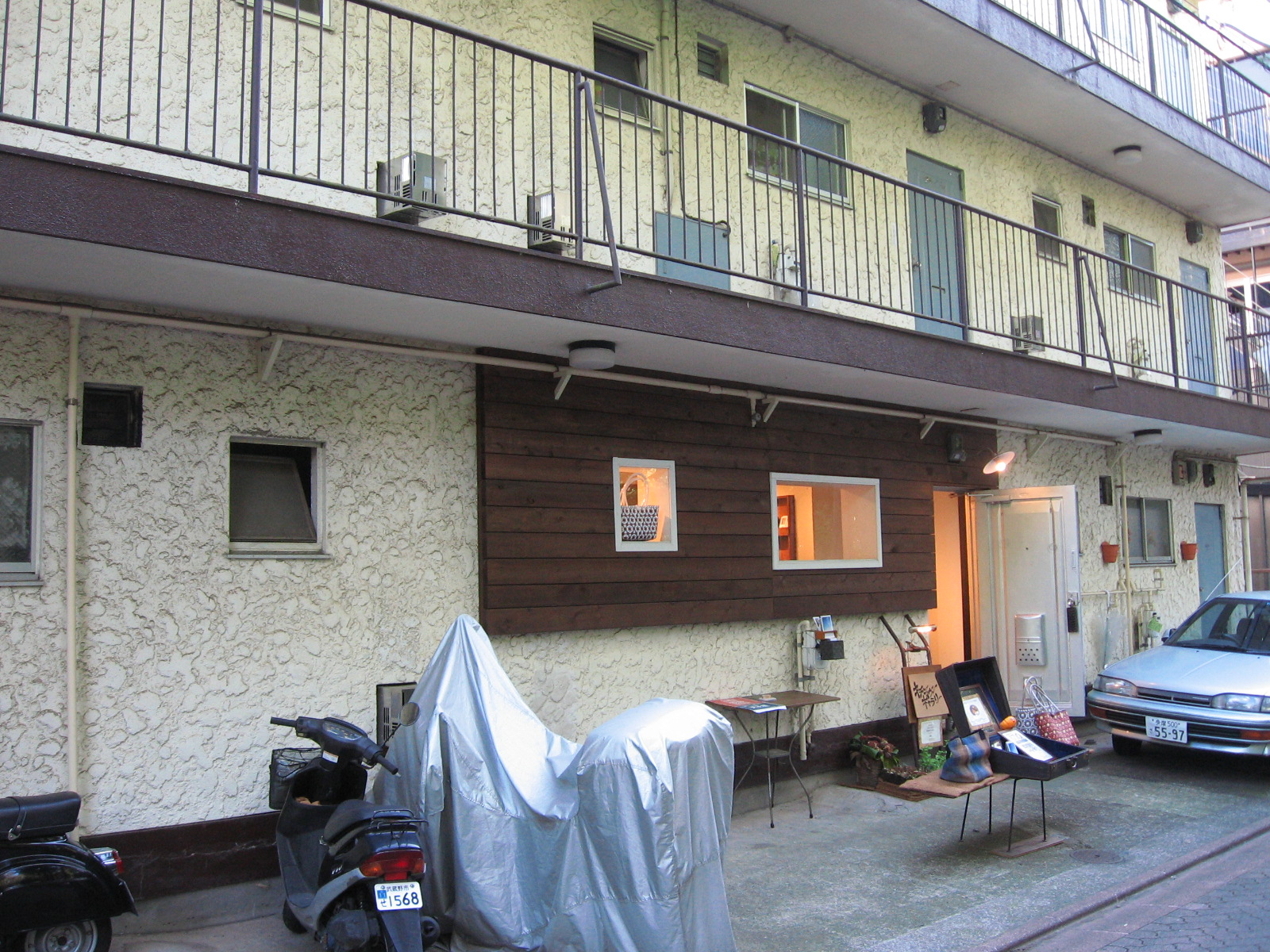
駅前にある貸しギャラリー「キチジョウジギャラリー」。テレビドラマ『GTO』（2012年、関西テレビ）の撮影にも使用された。

駅は三鷹市に所在するが、直ぐ傍に武蔵野市との市境がある。なお、隣接駅の吉祥寺駅との距離は600mである。
駅前はテレビドラマやテレビCMのロケーション撮影などで、度々使用される。
- 都立井の頭恩賜公園：公園東端に位置しており、公園西部（井の頭自然文化園）など施設によっては吉祥寺駅が至近の場合もある。
- 神田川
- 学校法人明星学園
- 法政大学中学校・高等学校
- 三鷹井の頭郵便局
- キチジョウジギャラリー（貸しギャラリー）

## 隣の駅
京王電鉄
 井の頭線
■急行
通過（臨時停車の場合あり）
■各駅停車
三鷹台駅 (IN15) - 井の頭公園駅 (IN16) - 吉祥寺駅 (IN17)
- 花見シーズンの土休日には、一部急行が臨時停車する。